# 汚れなき祈り
『汚れなき祈り』（けがれなきいのり、După dealuri）は、クリスティアン・ムンジウ監督・脚本による2012年のルーマニアのドラマ映画である。ルーマニア正教会修道院の2人の若い女性を描く。
第65回カンヌ国際映画祭コンペティション部門でプレミア上映され、ムンジウが脚本賞、コスミナ・ストラタンとクリスティーナ・フルトゥルが女優賞を受賞した。第85回アカデミー賞外国語映画賞ではルーマニア代表に選ばれ、最終選考に残っている。

## キャスト
- コスミナ・ストラタン
- クリスティーナ・フルトゥル
- ヴァレリウ・アンドリウツァ
- ダナ・タパラガ

## 製作
脚本はタティアナ・ニクレスク・ブランによる2冊のノンフィクション小説に基づいている。映画は監督の会社であるモブラ・フィルムズにより製作された。また、フランスとベルギーからの支援も受けた。製作費はノルウェーのNational Centre for Cinemaが27万3100ユーロ、Eurimagesが40万ユーロを出資している。撮影は2011年11月から2012年2月に行われた。

## 公開

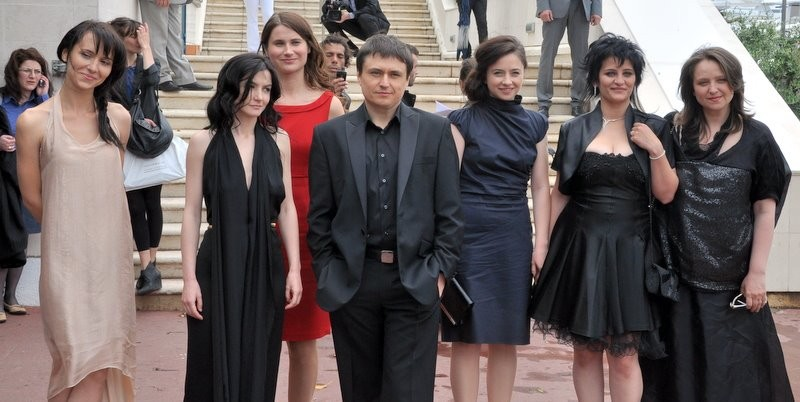
第65回カンヌ国際映画祭でのキャストとスタッフ。

2012年5月19日に第65回カンヌ国際映画祭のコンペティション部門でプレミア上映された。ムンジウが脚本賞、コスミナ・ストラタンとクリスティーナ・フルトゥルが女優賞を受賞した。